# Zhang Xi
Zhang Xi (en chino: 张希; Nantong, 19 de abril de 1985) es una deportista china que compitió en voleibol, en la modalidad de playa.
Participó en dos Juegos Olímpicos de Verano, obteniendo la medalla de bronce en Pekín 2008 (haciendo pareja con Xue Chen) y el cuarto lugar en Londres 2012. Ganó dos medallas en el Campeonato Mundial de Vóley Playa, oro en 2013 y bronce en 2011.

## Palmarés internacional
| Juegos Olímpicos   | Juegos Olímpicos         | Juegos Olímpicos  | Juegos Olímpicos |
| Año                | Lugar                    | Medalla           | Pareja           |
| ------------------ | ------------------------ | ----------------- | ---------------- |
| 2008               | Pekín (China)            | Medalla de bronce | Xue Chen         |
| Campeonato Mundial |                          |                   |                  |
| Año                | Lugar                    | Medalla           | Pareja           |
| 2011               | Roma (Italia)            | Medalla de bronce | Xue Chen         |
| 2013               | Stare Jabłonki (Polonia) | Medalla de oro    | Xue Chen         |